# کرایست چرچ، باربادوس
کرایست چرچ، باربادوس (به لاتین: Christ Church, Barbados) یک منطقهٔ مسکونی در باربادوس است.

## خصوصیات
کرایست چرچ ۵۷ کیلومترمربع مساحت و ۵۴٬۳۳۶ نفر جمعیت دارد.